# Fiebre paratifoidea C
La fiebre paratifoidea C es una enfermedad infecciosa intestinal, provocada por la Salmonella hirschfeldii. Es una enfermedad muy rara y suele ocurrir en el Lejano Oriente. Cursa con septicemia con abscesos metastásicos. Puede haber colecistitis. El diagnóstico es por sangre y el tratamiento es con cloranfenicol.